# Sommer-Paralympics 2012/Rollstuhlfechten
Bei den Sommer-Paralympics 2012 in London wurden in insgesamt zwölf Wettbewerben im Rollstuhlfechten Medaillen vergeben. Die Entscheidungen fielen zwischen dem 4. September und dem 8. September 2012 im Exhibition Centre London.

## Klassen
Bei den paralympischen Fechtwettbewerben wurde in zwei Klassen unterschieden:
- A, für Fechter mit völlig intakter Rücken- und Bauchmuskulatur, die meist auch stehen können.
- B, für Fechter ohne vollkommen intakte Rücken- und Bauchmuskulatur.

## Ergebnisse
Für jede Klasse (A und B) gab es fünf Wettbewerbe, davon zwei im Frauen- und drei im Männerfechten. Zusätzlich gab es noch je einen offenen Mannschaftswettbewerb.

### Männer

#### Florett (A)
| Platz | Land                | Sportler       |
| ----- | ------------------- | -------------- |
| 1     | Volksrepublik China | Chen Yijun     |
| 2     | Volksrepublik China | Ye Ruyi        |
| 3     | Ungarn              | Richárd Osváth |

Datum: 4. September 2012, 9:30 – 20:30 Uhr

#### Florett (B)
| Platz | Land                | Sportler      |
| ----- | ------------------- | ------------- |
| 1     | Volksrepublik China | Hu Daoliang   |
| 2     | Ukraine             | Anton Datsko  |
| 3     | Frankreich          | Alim Latrèche |

Datum: 4. September 2012, 12:00 – 20:00 Uhr

#### Degen (A)
| Platz | Land       | Sportler       |
| ----- | ---------- | -------------- |
| 1     | Polen      | Dariusz Pender |
| 2     | Frankreich | Romain Noble   |
| 3     | Italien    | Matteo Betti   |

Datum: 5. September 2012, 9:30 – 20:30 Uhr

#### Degen (B)
| Platz | Land       | Sportler              |
| ----- | ---------- | --------------------- |
| 1     | Brasilien  | Jovane Silva Guissone |
| 2     | Hongkong   | Tam Chik Sum          |
| 3     | Frankreich | Alim Latrèche         |

Datum: 5. September 2012, 12:00 – 20:00 Uhr

#### Säbel (A)
| Platz | Land                | Sportler      |
| ----- | ------------------- | ------------- |
| 1     | Volksrepublik China | Chen Yijun    |
| 2     | Volksrepublik China | Tian Jianquan |
| 3     | Hongkong            | Chan Wing Kin |

Datum: 6. September 2012, 11:00 – 18:30 Uhr

#### Säbel (B)
| Platz | Land       | Sportler           |
| ----- | ---------- | ------------------ |
| 1     | Polen      | Grzegorz Pluta     |
| 2     | Frankreich | Marc-André Cratere |
| 3     | Italien    | Alessio Sarri      |

Datum: 6. September 2012, 11:00 – 18:00 Uhr

#### Mannschaft (offen)
| Platz | Land                | Sportler                                       |
| ----- | ------------------- | ---------------------------------------------- |
| 1     | Volksrepublik China | Chen Yijun Ye Ruyi Hu Daoliang                 |
| 2     | Frankreich          | Ludovic Lemoine Alim Latrèche Damien Tokatlian |
| 3     | Hongkong            | Wong Tang Tat Chan Wing Kin Chung Ting Ching   |

Datum: 8. September 2012, 11:00 – 19:30 Uhr

### Frauen

#### Florett (A)
| Platz | Land                | Sportler           |
| ----- | ------------------- | ------------------ |
| 1     | Hongkong            | Yu Chui Yee        |
| 2     | Volksrepublik China | Wu Baili           |
| 3     | Ungarn              | Zsuzsanna Krajnyák |

Datum: 4. September 2012, 9:30 – 19:30 Uhr

#### Florett (B)
| Platz | Land                | Sportler       |
| ----- | ------------------- | -------------- |
| 1     | Volksrepublik China | Yao Fang       |
| 2     | Ungarn              | Gyöngyi Dani   |
| 3     | Polen               | Marta Makowska |

Datum: 4. September 2012, 9:30 – 19:00 Uhr

#### Degen (A)
| Platz | Land                | Sportler           |
| ----- | ------------------- | ------------------ |
| 1     | Hongkong            | Yu Chui Yee        |
| 2     | Ungarn              | Zsuzsanna Krajnyák |
| 3     | Volksrepublik China | Wu Baili           |

Datum: 5. September 2012, 9:30 – 19:30 Uhr

#### Degen (B)
| Platz | Land        | Sportler             |
| ----- | ----------- | -------------------- |
| 1     | Thailand    | Saysunee Jana        |
| 2     | Deutschland | Simone Briese-Baetke |
| 3     | Hongkong    | Chan Yui Chong       |

Datum: 5. September 2012, 9:30 – 19:00 Uhr

#### Mannschaft (offen)
| Platz | Land                | Sportler                                        |
| ----- | ------------------- | ----------------------------------------------- |
| 1     | Volksrepublik China | Rong Jing Yao Fang Wu Baili                     |
| 2     | Ungarn              | Veronika Juhász Zsuzsanna Krajnyák Gyöngyi Dani |
| 3     | Hongkong            | Fan Pui Shan Yu Chui Yee Chan Yui Chong         |

Datum: 7. September 2012, 11:00 – 19:30 Uhr

## Medaillenspiegel Rollstuhlfechten
| Rang  | Land                | Gold | Silber | Bronze | Gesamt |
| ----- | ------------------- | ---- | ------ | ------ | ------ |
| 1     | Volksrepublik China | 6    | 3      | 1      | 10     |
| 2     | Hongkong            | 2    | 1      | 4      | 7      |
| 3     | Polen               | 2    | 0      | 1      | 3      |
| 4     | Brasilien           | 1    | 0      | 0      | 1      |
| 4     | Thailand            | 1    | 0      | 0      | 1      |
| 6     | Frankreich          | 0    | 3      | 2      | 5      |
| 6     | Ungarn              | 0    | 3      | 2      | 5      |
| 8     | Deutschland         | 0    | 1      | 0      | 1      |
| 8     | Ukraine             | 0    | 1      | 0      | 1      |
| 10    | Italien             | 0    | 0      | 2      | 2      |
| Total | Total               | 12   | 12     | 12     | 36     |